# Thymoites ilvan
Thymoites ilvan là một loài nhện trong họ Theridiidae.
Loài này thuộc chi Thymoites. Thymoites ilvan được Herbert Walter Levi miêu tả năm 1964.